# 泉 (絵画)

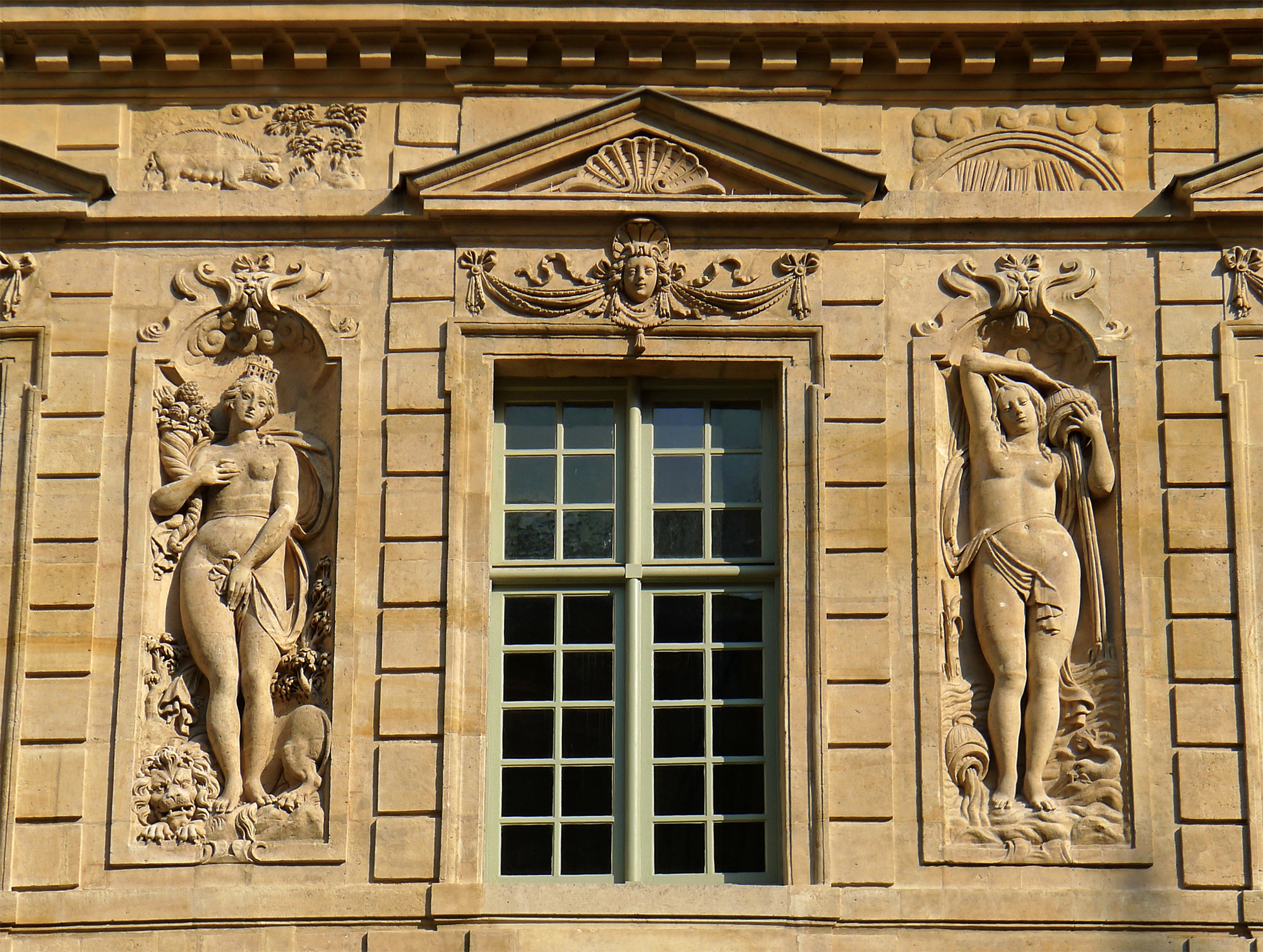
『泉』の着想源となったと考えられるシュリー館のレリーフ。

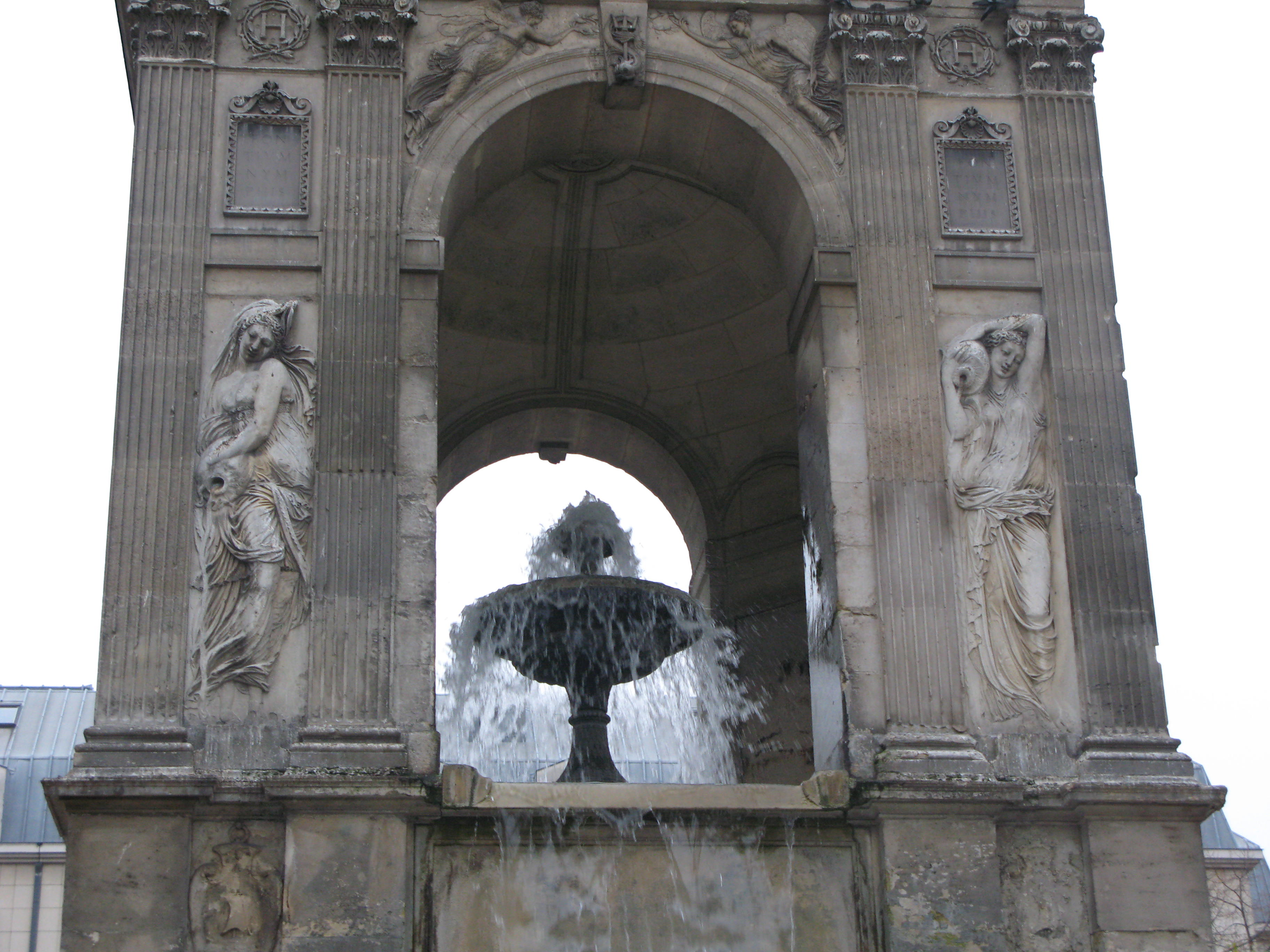
同じくイノサンの泉のレリーフ。

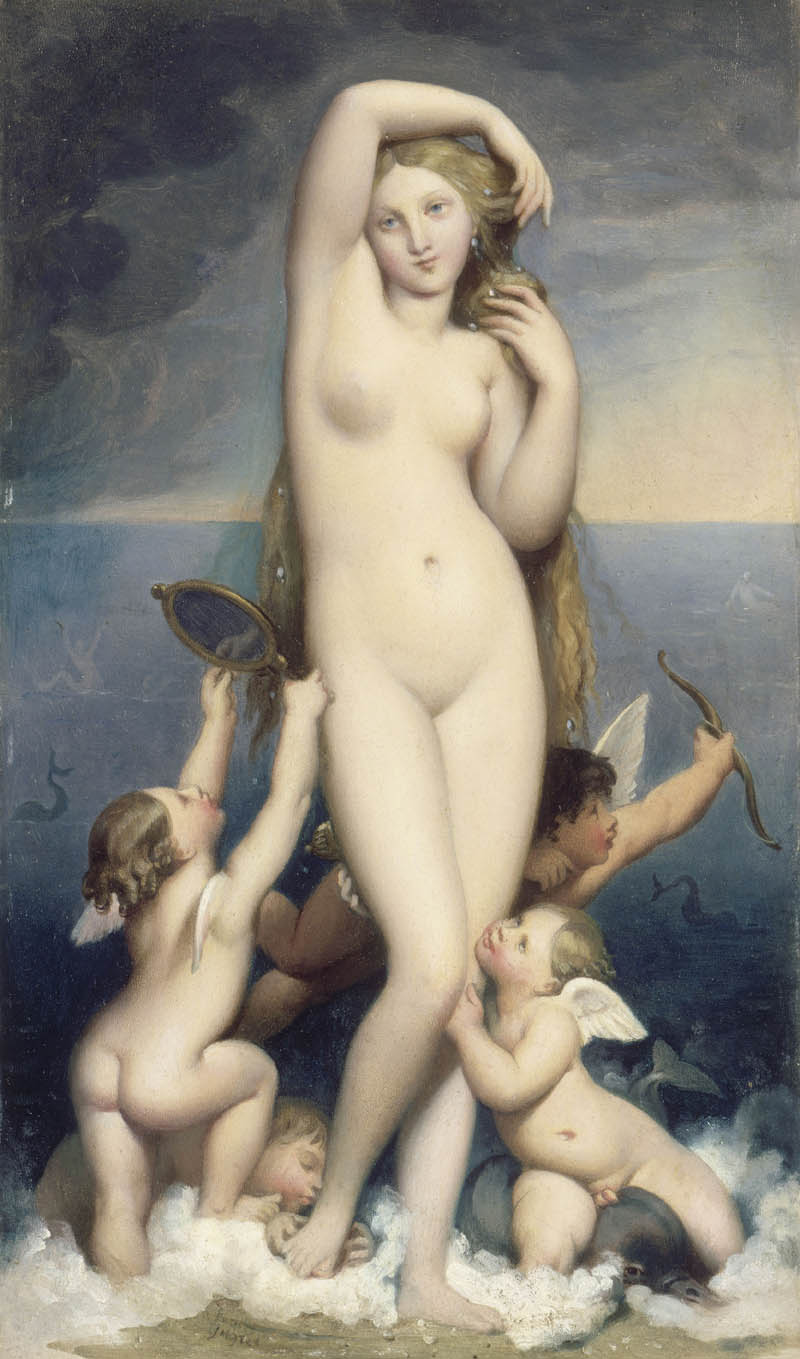
『海から上がるヴィーナス』の1850年のヴァリアント。パリ、ルーヴル美術館所蔵。

『泉』（仏: La Source, 英: The Source）は、 フランス新古典主義の画家ドミニク・アングルが1820年から1856年にかけて描いた絵画である。油彩。主題は若く美しい女性の姿で表現された泉の擬人像である。フィレンツェ時代の1820年頃に制作が開始され1856年に完成した本作品は、アングルの画業において最もよく知られる代表的傑作である。『泉』を完成させたときアングルは76歳に達しており、すでにその名声は知れ渡り、エコール・デ・ボザールの学長を務めていた。現在はパリのオルセー美術館に所蔵されている。

## 作品
作品には、岩の割れ目に永続的に立つ裸婦が描かれる。彼女の手は水壺を支えており、そこから水が流れ落ちている。
彼女は水源や泉を象徴しており、西洋古典学ではムーサに仕えるとされ、詩的な着想の源ともなった。
壺を持った女性像のイメージはジャン・グージョンによるイノサンの泉のレリーフ彫刻、あるいはシュリー館のレリーフ彫刻に由来すると考えられている。裸婦像のポーズはアングルの1848年の絵画『海から上がるヴィーナス』や、『クニドスのアプロディテ』（別名『恥じらいのヴィーナス』）としばしば比較される。
アングルの2人の弟子、画家のポール・バルズとアレクサンドル・デゴッフが、背景と水壺を描くのを手伝った。

## 解釈
彼女は2つの花の間に立っており、花は「それらを引き抜こうとする男性への脆弱性」を示している。周りを縁取るヘデラは、騒乱、再生、恍惚の神ディオニューソスを象徴する植物である。彼女の注ぐ水が川となって境界線を生みだし、彼女と鑑賞者を切り離している点は、象徴として重要である。
美術史家フランセス・フォウルとリチャード・トムスンは、『泉』には「女性と自然の記号的統一」が見られると示唆している。作品中で顕花植物と水は、アングルが女性の「第二の特質」で満たした背景として用いられている。

## 反応
1856年に完成した『泉』は、その年にアングルのアトリエで催された個展で初めて展示されると、作品は熱狂的に受け入れられ、特に高踏派の詩人や文学者たちからの称賛を得た。詩人テオフィル・ゴーティエは『七宝と螺鈿』に収録された詩「泉」で本作品を称賛し、テオドール・ド・バンヴィルもまた1861年の詩『銀のナイアド』において泉の女性像を水のニンフナイアドとして歌った。
ホールデン・マクフォールは著書『絵画の歴史：フランスの天才』で、『泉』を「アングルの特によく知られた裸婦像」と評している。
ケネス・クラークは著書『女性の美』で、『泉』が「フランス絵画で最も美しい姿」と述べられてきたことに注目した。
ヴァルター・フリードランダーは『デヴィッドとドラクロワ』で『泉』について「アングルの絵画で最も有名なもの」と評した。
絵のモデルは、アングルの住む集合住宅の管理人の若い娘が務めた。
アイルランドの小説家ジョージ・ムーアは1886年の著書『一青年の告白』で、芸術作品作成の道徳性について、「16歳そこそこのメイドの貞操がアングルの『泉』の代償だとして、それがなんだというのか？　洗練された無垢な夢である『泉』の本質にかんがみれば、モデルが酒と病気のために病院で死んだことは、たいしたことではない」と皮肉った。

## 来歴
『泉』は翌1857年、フランスの政治家タンギー・デュシャテル（fr）によって購入され、デュシャテルは本作品を手に入れるために25,000フランを支払った。1878年に政府が絵を取得し、作品をルーヴル美術館に納めた。1986年にはオルセー美術館に移された。作品はしばしば展示されて、広く公開された。

## 参照項目
- ギュスターヴ・クールベ